# Philautus rugatus
Philautus rugatus és una espècie extinta de granota que va viure a Sri Lanka.